# Teatre Calderón (Alcoi)
|  | Per a altres significats, vegeu «Teatre Calderón». |

El Teatre Calderón d'Alcoi es va inaugurar el 2 de desembre de 1902. Va ser construït pel Cercle Catòlic d'Obrers i va significar una alternativa al Teatre Principal d'Alcoi. El teatre ha sofert dues remodelacions importants; la de l'any 1944 a causa de la importància que va agafar el cinema i la de 2007.
Va ser inaugurat el 2 de desembre de 1902 com a teatre del Cercle Catòlic d'Obrers, amb l'estrena de la sarsuela La tempestat. Mesos més tard el teatre va passar a anomenar-se Teatre Calderón. Tradicionalment ha sigut un dels fòrums de l'art, la cultura i l'oci d'Alcoi i prompte va passar a ser el principal teatre de la ciutat per les seues bones condicions tant en nombre d'espectadors com en espai escènic.
El Teatre Calderón ha tingut al llarg de la seua història dues remodelacions d'importància. La primera, l'any 1944, com a conseqüència directa de l'auge del cinema, que va consistir en l'elevació del sostre, la supressió dels cavallets, substitució de tota la instal·lació elèctrica, incorporació d'un sistema de calefacció per aire calent, ampliació del pati de butaques i substitució dels seients, millores en el vestíbul, en el saló de fumar i una nova decoració integra.
L'altra gran remodelació va ser realitzada en 2007 per l'Ajuntament d'Alcoi, que era el nou propietari i promotor del teatre i la seua programació. La nova remodelació fou inaugurada al març de 2007, amb totes les comoditats i serveis d'un teatre del segle xxi, amb set-centes cinquanta butaques d'aforament, un gran escenari i un fossat per a huitanta músics, a més de la tecnologia actual.